# Sturla Holm Lægreid
Sturla Holm Lægreid (Bærum, 20 febbraio 1997) è un biatleta norvegese.

## Biografia
In Coppa del Mondo ha esordito il 6 marzo 2020 a Nové Město na Moravě (13º nella sprint) e ha ottenuto la sua prima vittoria, nonché primo podio il 28 novembre 2020 a Kontiolahti nella gara di apertura della Coppa del Mondo 2020 (1º nell'individuale). Ha esordito ai campionati mondiali a Pokljuka 2021 vincendo quattro medaglie d'oro (partenza in linea, individuale, staffetta e staffetta mista) e piazzandosi 7º nella sprint e 6º nell'inseguimento. Ha chiuso la stagione 2020-2021 al secondo posto nella classifica generale di Coppa del Mondo, conquistando inoltre la Coppa di specialità nell'inseguimento e nell'individuale. L'anno seguente ha preso parte per la prima volta ad una rassegna olimpica a Pechino 2022 vincendo la medaglia d'oro nella staffetta e classificandosi 7º nella sprint, 24º nell'inseguimento, 15º nell'individuale e 6º nella partenza in linea.
Ai mondiali di Oberhof 2023 ha vinto la medaglia d'oro nella staffetta mista, quella d'argento nell'inseguimento, nell'individuale e nella staffetta, quella di bronzo nella sprint e si è classificato 4º nella partenza in linea; ai Mondiali di Nové Město na Moravě 2024 ha vinto la medaglia d'oro nella sprint, quella d'argento nell'inseguimento e nella staffetta e si è piazzato 18º nell'individuale e 17º nella partenza in linea e a quelli di Lenzerheide 2025 ha vinto la medaglia d'oro nella staffetta, quella d'argento nella partenza in linea e si è classificato 9º nella sprint, 4º nell'inseguimento, 15º nell'individuale e 4º nella staffetta mista. Al termine della stagione 2024-2025 ha vinto la Coppa del Mondo generale, oltre a quelle di individuale, di inseguimento e di partenza in linea.

## Palmarès

### Olimpiadi
- 1 medaglia:
  - 1 oro (staffetta a Pechino 2022)

### Mondiali
- 14 medaglie:
  - 7 ori (staffetta mista[1], individuale[1], staffetta[1], partenza in linea[1] a Pokljuka 2021; staffetta mista a Oberhof 2023; sprint a Nové Město na Moravě 2024; staffetta a Lenzerheide 2025)
  - 6 argenti (inseguimento, individuale, staffetta a Oberhof 2023; inseguimento, staffetta a Nové Město na Moravě 2024; partenza in linea a Lenzerheide 2025)
  - 1 bronzo (sprint a Oberhof 2023)

### Mondiali juniores
- 2 medaglie:
  - 2 argenti (individuale e staffetta a Otepää 2018)

### Europei
- 1 medaglia:
  - 1 argento (inseguimento a Minsk 2020)

### Coppa del Mondo
- Vincitore della Coppa del Mondo nel 2025
- Vincitore della Coppa del Mondo di inseguimento nel 2021 e nel 2025
- Vincitore della Coppa del Mondo di partenza in linea nel 2025
- Vincitore della Coppa del Mondo di individuale nel 2021 e nel 2025
- 69 podi (45 individuali, 24 a squadre), oltre a quelli ottenuti in sede iridata e validi anche ai fini della Coppa del Mondo:
  - 26 vittorie (13 individuali, 13 a squadre)
  - 27 secondi posti (18 individuali, 9 a squadre)
  - 16 terzi posti (14 individuali, 2 a squadre)

#### Coppa del Mondo - vittorie
| Data             | Località                | Nazione     | Specialità                                                                        |
| ---------------- | ----------------------- | ----------- | --------------------------------------------------------------------------------- |
| 28 novembre 2020 | Kontiolahti             | Finlandia   | IN                                                                                |
| 6 dicembre 2020  | Kontiolahti             | Finlandia   | RL (con Vetle Sjåstad Christiansen, Tarjei Bø e Johannes Thingnes Bø)             |
| 17 dicembre 2020 | Hochfilzen              | Austria     | SP                                                                                |
| 19 dicembre 2020 | Hochfilzen              | Austria     | PU                                                                                |
| 9 gennaio 2021   | Oberhof                 | Germania    | PU                                                                                |
| 20 marzo 2021    | Östersund               | Svezia      | PU                                                                                |
| 27 novembre 2021 | Östersund               | Svezia      | IN                                                                                |
| 12 dicembre 2021 | Hochfilzen              | Austria     | RL (con Tarjei Bø, Johannes Thingnes Bø e Vetle Sjåstad Christiansen)             |
| 23 gennaio 2022  | Anterselva              | Italia      | RL (con Tarjei Bø, Johannes Thingnes Bø e Vetle Sjåstad Christiansen)             |
| 4 marzo 2022     | Kontiolahti             | Finlandia   | RL (con Sivert Guttorm Bakken, Filip Fjeld Andersen e Vetle Sjåstad Christiansen) |
| 13 marzo 2022    | Otepää                  | Estonia     | SMX (con Marte Olsbu Røiseland)                                                   |
| 18 marzo 2022    | Oslo Holmenkollen       | Norvegia    | SP                                                                                |
| 1º dicembre 2022 | Kontiolahti             | Finlandia   | RL (con Vetle Sjåstad Christiansen, Tarjei Bø e Johannes Thingnes Bø)             |
| 10 dicembre 2022 | Hochfilzen              | Austria     | RL (con Filip Fjeld Andersen, Johannes Thingnes Bø e Vetle Sjåstad Christiansen)  |
| 17 dicembre 2022 | Annecy Le Grand-Bornand | Francia     | PU                                                                                |
| 13 gennaio 2023  | Ruhpolding              | Germania    | RL (con Tarjei Bø, Vetle Sjåstad Christiansen e Johannes Thingnes Bø)             |
| 22 gennaio 2023  | Anterselva              | Italia      | RL (con Tarjei Bø, Johannes Thingnes Bø e Vetle Sjåstad Christiansen)             |
| 10 dicembre 2023 | Hochfilzen              | Austria     | RL (con Tarjei Bø, Johannes Thingnes Bø e Vetle Sjåstad Christiansen)             |
| 7 gennaio 2024   | Oberhof                 | Germania    | RL (con Endre Strømsheim, Tarjei Bø e Johannes Thingnes Bø)                       |
| 11 gennaio 2024  | Ruhpolding              | Germania    | RL (con Johannes Dale, Tarjei Bø e Vetle Sjåstad Christiansen)                    |
| 1º marzo 2024    | Oslo Holmenkollen       | Norvegia    | IN                                                                                |
| 2 marzo 2024     | Oslo Holmenkollen       | Norvegia    | MS                                                                                |
| 8 marzo 2024     | Soldier Hollow          | Stati Uniti | RL (con Tarjei Bø, Johannes Thingnes Bø e Vetle Sjåstad Christiansen)             |
| 11 gennaio 2025  | Oberhof                 | Germania    | PU                                                                                |
| 26 gennaio 2025  | Anterselva              | Italia      | PU                                                                                |
| 22 marzo 2025    | Oslo Holmenkollen       | Norvegia    | PU                                                                                |

Legenda:

IN = individuale

RL = staffetta

SP = sprint

PU = inseguimento

MS = partenza in linea

SMX = staffetta mista individuale